# Meineckia decaryi
Meineckia decaryi är en emblikaväxtart som först beskrevs av Jacques Désiré Leandri, och fick sitt nu gällande namn av Jean F.Brunel. Meineckia decaryi ingår i släktet Meineckia och familjen emblikaväxter.
Artens utbredningsområde är Madagaskar.

## Underarter
Arten delas in i följande underarter:
- M. d. decaryi
- M. d. occidentalis